# Гварнерианская библиотека
Гварнерианская библиотека (итал. Biblioteca Guarneriana) — публичная библиотека, расположенная в помещениях бывшей ратуши города Сан-Даниеле-дель-Фриули (Удине); была создана на основе коллекции Гварнерио д’Артегна в 1466 году — является одним из старейших книжных собраний региона и одной из первых публичных библиотек в Европе.

## История и описание
Старейшая публичная библиотека во Фриули — Гварнерианская библиотека — расположена на центральной площади города Сан-Даниеле-дель-Фриули, в бывшем здании ратуши «Палаццо комунале». Она была создана в 1466 году для размещения 173 рукописных кодексов, собранных гуманистом Гарниеро д’Артенья. За три дня до своей смерти, 7 октября 1466 года, Гварнерио — заражённый чумой — написал завещание, в котом передал своё собрание церкви Сан-Микеле. Монсеньор Джусто Фонтанини, скончавшийся 17 апреля 1736 года, в своем завещании, составленном несколькими годами ранее, также передал свою книжную коллекцию библиотеке: коллекция включала в себя сто рукописных кодексов и около 2200 печатных томов, среди которых были редкие инкунабулы и книги шестнадцатого века.
Сегодня в ней хранится более 600 рукописей, многие из которых являются уникальными. Историческая коллекция также включает в себя 12 000 старинных книг: в том числе 84 инкунабулы и более 700 работ, созданных в XVI веке. Современный раздел включает в себя художественную литературу, работы по экологии, экономике и политике, а также — краеведческое собрание по истории региона Фриули — Венеция-Джулия.